# Красноголовые момоты
Красноголовые момоты (лат. Baryphthengus) —  род птиц семейства Momotidae. Состоит из двух видов, встречающихся в лесах Южной и Центральной Америки. Оба вида имеют длинный хвост, черную маску, их оперение, в основном, зеленое и рыжее.

## Классификация
Международный союз орнитологов относит к роду 2 вида:
- Baryphthengus martii — Рыжий момот[3]
- Baryphthengus ruficapillus — Красноголовый момот[1]

## Поведение
- Голос Baryphthengus martii на сайте xeno-canto.org
- Голос Baryphthengus ruficapillus на сайте xeno-canto.org